# Imiesłów przymiotnikowy
Uzasadnienie:  ten artykuł powtarza informacje zawarte w artykule Imiesłów
Imiesłów przymiotnikowy – forma czasownika połączonego z rzeczownikiem.
W języku polskim imiesłów przymiotnikowy jest formą nieosobową, która odpowiada na pytania jaki? jaka? jakie? i odmienia się przez przypadki, liczby i rodzaje (jak przymiotniki). Rozróżniamy imiesłowy przymiotnikowe czynne i bierne.
Imiesłowy przymiotnikowe czynne mają końcówki: -ący, -ąca, -ące (np. robiący, idąca, płaczące, krzyczące), lub -ły, -ła, -łe gdy mowa o imiesłowach przymiotnikowych przeszłych czynnych (np. zwiędła, zbiegły, zeszły).
Imiesłowy przymiotnikowe bierne mają końcówki: -ny, -na, -ne, -ty, -ta, -te, -ony, -ona, -one. (np. lubiany, leczona, uszyte).
Od niektórych czasowników można utworzyć tylko imiesłów przymiotnikowy czynny lub tylko bierny. Imiesłowy przymiotnikowe przeszłe czynne są obecnie rzadko używane, a nowych się nie tworzy. Są postrzegane jako przymiotniki.